# Pristomerus secundus
Pristomerus secundus är en stekelart som först beskrevs av Morley 1913.  Pristomerus secundus ingår i släktet Pristomerus och familjen brokparasitsteklar. Inga underarter finns listade i Catalogue of Life.